# ATC (V07)
Jest to część klasyfikacji anatomiczno-terapeutyczno-chemicznej:
- V – Różne
  - V 01 – Alergeny
  - V 03 – Pozostałe środki lecznicze
  - V 04 – Środki diagnostyczne
  - V 06 – Preparaty żywieniowe
  - V 07 – Wszystkie inne preparaty nieterapeutyczne
  - V 08 – Środki cieniujące
  - V 09 – Radiofarmaceutyki diagnostyczne
  - V 10 – Radiofarmaceutyki lecznicze
  - V 20 – Opatrunki chirurgiczne

Obejmuje ona wszystkie pozostałe produkty nieterapeutyczne:

## V 07 A – Wszystkie pozostałe produkty nieterapeutyczne
- V 07 AA – Plastry opatrunkowe
- V 07 AB – Rozpuszczalniki i rozcieńczalniki, włącznie z płynami do irygacji
- V 07 AC – Materiały pomocnicze przy transfuzjach krwi
- V 07 AD – Materiały pomocnicze przy testach krwi
- V 07 AN – Produkty stosowane w nietrzymaniu moczu/kału
- V 07 AR – Dyski i tabletki stosowane w testach wrażliwości
- V 07 AS – Produkty stosowane przy stomiach
- V 07 AT – Kosmetyki
- V 07 AV – Techniczne środki dezynfekujące
- V 07 AX – Środki myjące i podobne
- V 07 AY – Pozostałe nieterapeutyczne produkty pomocnicze
- V 07 AZ – Chemikalia i reagenty używane w analizie medycznej